# Hymnary.org
Hymnary.org è una base di conoscenza di inni, scrittori di inni e collezioni di inni ospitata sui server del Calvin Institute of Christian Worship, afferente al Calvin College, e della Christian Classics Ethereal Library.
La sito navigabile contiene più di un milione di record, fra testi e melodie di inni. Esso integra anche il  Dictionary of North American Hymnology (Dizionario della innologia nord-americana). Gli inni più antichi presenti nella banca dati risalgono al 1640. Essa contiene informazioni biografiche sugli autori delle melodie e dei testi degli inni.
Il progetto ha ottenuto finanziamenti da parte del National Endowment for the Humanities e della Società innologica degli Stati Uniti e del Canada.
Fra le funzioni di ricerca avanzata, gli utenti hanno la possibilità di ricercare gli inni inserendo combinazioni di note della melodia.